# Тваринний клей
Твари́нний клей, заст. карю́к, кару́к — це клей тваринного походження — в основному глютиновий, що в побуті відомий під назвою столярного. Виготовляють з кісток або міздрі, тому в продажу буває клей кістковий або клей міздровий. Якість столярного клею залежить від чистоти. Чим прозоріші плитки і твердіший скловидний злам на них утворюється, тим якість клею вища. Клей має забарвлення від світло-жовтого до темно-коричневого. Плитки темного кольору для виготовлення коштовних виробів (музичних інструментів тощо) не використовують.
Клей випускається також у вигляді крупи з розмірами зернин 3-4 мм, а також у вигляді затужавілого холодцю — це вже готовий до використання клей, який слід лише нагріти до 22-23 °C.
Конкретні типи тваринних клеїв включають: міздряний клей, кістковий клей, риб'ячий клей, який подібний до міздряного та кісткового (виготовляють з міхурів та луски), клей з кролячої шкіри, казеїновий клей. Харчовий желатин також вважається дуже добрим клеєм.